# Paro-Endo-Läsionen
Eine Paro-Endo-Läsion bezeichnet eine Form der Parodontalerkrankungen, bei der Krankheitserreger vom Endodont auf das Parodont übergehen oder umgekehrt.
Man unterscheidet 3 Formen:
- Läsionen mit primär endodontalem Ursprung
- Läsionen mit primär parodontalem Ursprung
- Läsionen mit kombiniertem endodontalen und parodontalen Ursprung

## Anatomische und Pathologische Ursachen

Der Aufbau eines Zahnes

Zwischen Endodont (Zahnmark) und Parodont (Zahnhalteapparat) gibt es verschiedene direkte Verbindungen. Zum einen tritt das Geflecht aus Nerven und Blutgefäßen am Apex (Wurzelspitze) vom Zahn in den Knochen. Daneben finden sich bei ungefähr einem Drittel aller bleibenden Zähne zusätzliche laterale Kanäle, welche die Pulpa vor dem Apex seitlich verlassen. Bei mehrwurzeligen Zähnen finden sich im Bereich der Aufgabelung der Wurzeln (Furkation) außerdem oft akzessorische Kanäle, welche die Kronenpulpa direkt mit dem Parodont verbinden. Über alle diese Verbindungswege können sich theoretisch auch Mikroorganismen zwischen Parodont und Endodont bewegen. Die Richtung und Geschwindigkeit der bakteriellen Ausbreitung richtet sich nach dem Ursprung des Infekts und dem Ausgangszustand der beteiligten Gewebe.
Zum einen können Bakterien, welche über eine tiefe Karies die Pulpenhöhle infiziert haben, im Laufe der Zeit entlang dieser Verbindungskanäle das umliegende Parodont erreichen und ebenfalls entzünden. Umgekehrt besteht auch die Möglichkeit, dass die Mikroorganismen zunächst das Parodont besiedeln und dann über die zahlreichen Kanäle das Endodont entzünden, wobei dieser Entzündungsverlauf seltener ist.

## Primär Endodontische Läsionen

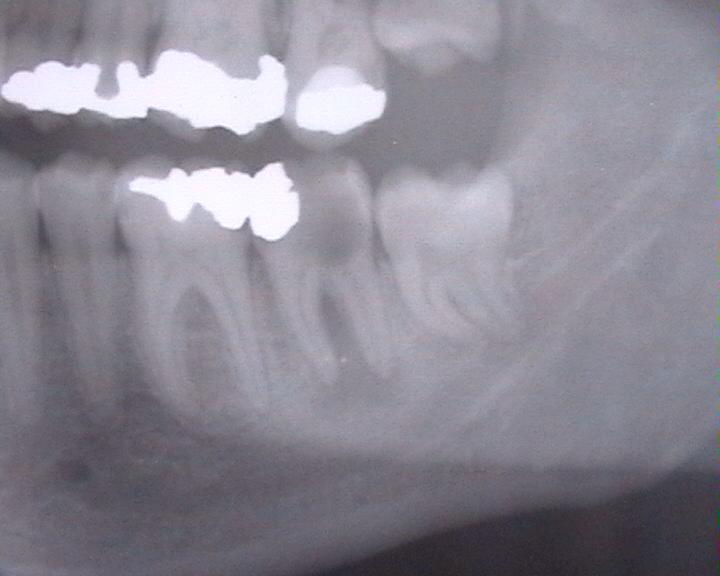
Apikale Parodontitis am zweiten unteren Molar

Die primär endodontischen Läsionen nehmen ihren Ursprung in tiefen kariösen Läsionen. Sobald die Bakterien die Pulpenhöhle erreicht haben, können sie sich innerhalb von wenigen Tagen vollständig in ihr ausbreiten. Wird die Pulpitis nicht früh genug behandelt, können die Mikroorganismen über den Apex, aber auch über andere Nebenkanäle, das Parodont erreichen und ebenfalls besiedeln. Je nach Lokalisation zeigt sich diese Entzündung auf dem Röntgenbild als apikale Parodontitis, wenn sie an der Wurzelspitze liegt, oder laterale Parodontitis, welche an einem seitlichen Kanalausgang liegt. Wird eine Behandlung weiter unterlassen, kann sich die Entzündung im Knochen ausbreiten und schließlich entlang der Wurzeloberfläche bis in den Sulcus vordringen.
Die Behandlung von primär endodontischen Läsionen liegt in einer fachgerechten Wurzelkanalbehandlung. Dabei ist eine Kürettage zunächst kontraindiziert, weil hierbei die parodontalen Fasern entfernt werden. Bleiben bei sehr ausgeprägten Läsionen nach Abschluss der Wurzelkanalbehandlung Knochendefekte bestehen, sollte eine Kürettage erst mit deutlichem zeitlichen Abstand durchgeführt werden, da sich das geschädigte Parodont zumeist von selbst regenerieren kann. Somit haben primär endodontische Läsionen die günstigsten Chancen einer vollständigen Heilung.

## Primär Parodontale Läsionen

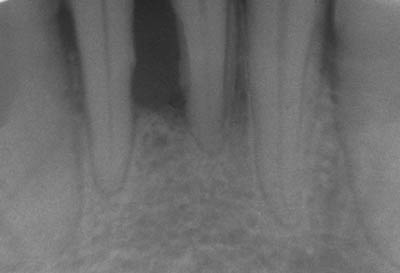
Parodontale Läsionen an unteren Frontzähnen

Als ungünstiger einzuschätzen sind die primären parodontalen Läsionen, die ihren Ursprung in ausgeprägten parodontalen Taschen nehmen. Unbehandelt können die Knochendefekte bis an die Wurzelspitze reichen und von retrograd (von der Wurzelspitze aus) die Pulpenhöhle infizieren. In diesem Fall finden sich keine kariösen Läsionen, von denen eine Pulpitis ausgegangen ist. Obwohl die eigentliche Besiedelung des Zahnmarks auf diesem Weg in der Literatur umstritten ist, stellt eine so tiefe Läsion spätestens bei der Therapie eine Beeinträchtigung für die Vitalität des Zahnes dar. Bei einer gründlichen Kürettage in diesem Bereich können Schäden am Zahnmark nicht ausgeschlossen werden.
Die Therapie einer primär parodontalen Läsion an einem Zahn, der die klinischen Anzeichen eines noch vitalen Zahnmarks zeigt, liegt darum zunächst in einer Kürettage, welche je nach Lokalität geschlossen oder offen durchgeführt wird. Eine endodontische Therapie schließt sich an, wenn die Knochenläsion bis zum Apex reicht. Bei Bedarf kann zusätzlich eine Wurzelspitzenresektion erforderlich werden. Hierbei ist die Prognose für den Zahn jedoch schon eingeschränkt.

## Kombinierte Parodontale und Endodontale Läsionen

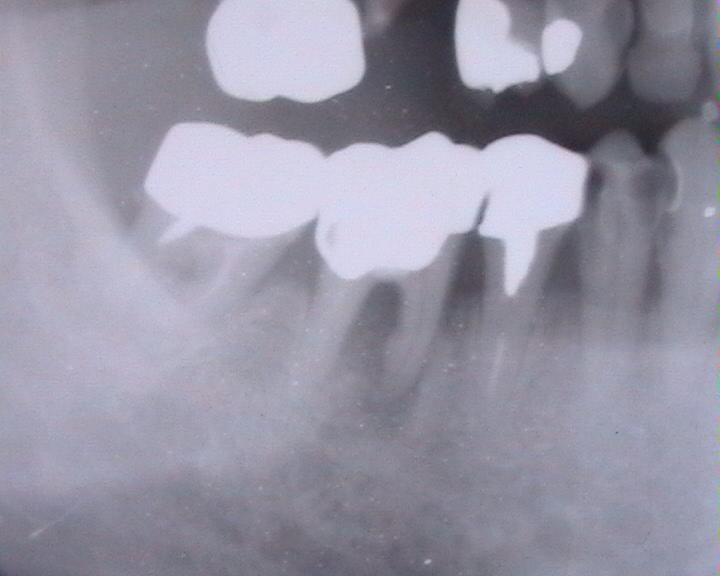
Kombinierte Paro-Endo-Läsion an 46

Von kombinierten Läsionen spricht man, wenn sich unabhängig voneinander an der gleichen Zahnwurzel sowohl eine parodontale als auch eine endodontale Entzündung entwickelt haben. Werden diese nicht behandelt, können sie sich im Laufe der Zeit soweit ausbreiten, dass die Geschehen ineinander übergreifen. Außerdem wird häufig von kombinierten Läsionen gesprochen, wenn sich der eigentliche Ursprung zum Zeitpunkt der Diagnose nicht mehr nachvollziehen lässt.
Die Therapie von kombinierten Paro-Endo-Läsionen ähnelt der von Läsionen parodontalen Ursprungs, wobei aber die Wurzelkanalbehandlung in jedem Fall mit erfolgen muss. Allerdings ist die Prognose bei Zähnen mit so ausgeprägten Entzündungen immer als sehr fraglich anzusehen. Darum kann in vielen Fällen nur die Extraktion oder Wurzelamputation zu einer Ausheilung führen.
Bei Läsionen unklaren Ursprungs sollte zunächst eine Wurzelkanalbehandlung erfolgen und in ausreichendem zeitlichen Abstand bei Bedarf eine Kürettage angeschlossen werden. Auch hier bleibt aber die grundsätzliche Entscheidung, ob ein Zahn überhaupt erhaltungswürdig ist oder ob er nicht bei ungünstiger Prognose von vornherein besser extrahiert werden sollte.

## Wurzelamputation
Im bleibenden Gebiss haben die Molaren von Ober- und Unterkiefer und der erste Prämolar des Oberkiefers mehr als eine Wurzel. Ist nur eine dieser Wurzeln aufgrund einer Fraktion oder einer Paro-Endo-Läsion nicht erhaltungswürdig, bietet sich manchmal die Chance, nur diese zu entfernen. Dazu muss die Wurzel gut zugänglich sein und der restliche Zahn eine gute Prognose haben.
Um eine Wurzelamputation durchführen zu können, muss zunächst eine erfolgreiche Wurzelkanalbehandlung erfolgen. Anschließend kann in einer oralchirurgischen Operation die betreffende Wurzel abgetrennt und entfernt werden. Der verbleibende Zahn wird anschließend im Bereich der Amputationswunde mit einer Füllung verschlossen und sollte später z. B. mit einer Krone prothetisch versorgt werden.
Diese Art der Behandlung wurde während der Zeit etabliert, als Implantate noch keine gleichwertige Alternative darstellten. Da auch zu diesem Wahleingriff eine private Zuzahlung vom Patienten nötig ist, müssen heutzutage beide Möglichkeiten gegeneinander abgewogen werden.